# Akünschouwburg
De Akünschouwburg (Turks: Akün Sahnesi) is een theaterzaal in de wijk Çankaya in Ankara. Het dient als een van de belangrijkste locaties voor voorstellingen van het Staatstheater van Ankara. Het is gelegen in hetzelfde gebouw als de Şinasischouwburg. De ingang is te bereiken via de Atatürkboulevard. Na jarenlang als bioscoop te hebben gediend, werd de ruimte gerenoveerd en aangepast voor theater- en muzikale uitvoeringen, met een capaciteit van 361 zitplaatsen.
De Akünschouwburg wordt gebruikt als locatie voor voorstellingen van het  Staatstheater van Ankara. Het theater organiseert regelmatig toneelstukken, musicals, concerten en andere culturele evenementen, en heeft een belangrijke plaats in het culturele leven van Ankara.

## Geschiedenis
Het gebouw dat tegenwoordig als theater wordt gebruikt, dateert uit de jaren 1970. Oorspronkelijk was het ontworpen als een bioscoop, en werd het geopend op 1 mei 1975. De bioscoop begon met het vertonen van de film Hababam Sınıfı. Met 911 zitplaatsen werd het een van de grootste en drukste bioscopen van zijn tijd. Gedurende de tijd dat de bioscoop open was, werden voornamelijk buitenlandse en kunstfilms vertoond. Vanwege de nabijheid van het Grote Nationale Assemblee van Turkije en verschillende ministeries, werd de bioscoop vooral bezocht door ambtenaren, hoge functionarissen en bureaucraten. Dankzij de opvallende architectuur werd de bioscoop in de jaren '90 een van de bekendste plekken van de stad en werd het geïdentificeerd met de wijk Kavaklıdere.
De bioscoop bleef tot 2002 actief. Door de opkomst van bioscopen met meerdere zalen in de stad, kon het niet concurreren en daalde het aantal bezoekers. De bioscoop sloot op 23 mei 2002 met een laatste vertoning van de film Hababam Sınıfı. In hetzelfde jaar werd de ruimte overgedragen aan de Directoraat-Generaal van de Staatstheaters en omgebouwd tot een theater. Het theater opende opnieuw op 13 april 2004 met de voorstelling Onder de Mensen van Maxim Gorki, uitgevoerd door het Staatstheater van Istanbul. Sindsdien staat het bekend als de Akünschouwburg.

## Architectuur
De herinrichting van de oorspronkelijk als bioscoop ontworpen ruimte tot een theater omvatte een ontwerp van architect Özgür Ecevit en akoestische aanpassingen door Mehmet Çalışkan, destijds docent aan de Technische Universiteit van het Midden-Oosten. Omdat er voor een theater andere eisen gelden dan voor een bioscoop, zoals de noodzaak van een podium en technische ruimtes achter het podium, werden er aanzienlijke veranderingen aangebracht in het interieur. Hierdoor ontstond een indeling die zowel kleine producties als grootschalige musicals kon huisvesten.

### Podium en zaal
Het podium van het theater werd gebouwd als een platform dat kan worden verhoogd en verlaagd, waardoor het op vier verschillende manieren kan worden gebruikt. De diepte van het podium varieert van 10 tot 18 meter, afhankelijk van de gebruikte indeling. Voor het podium bevindt zich een orkestbak en er zijn zes hydraulische liften van 2,5x2,5 meter. In een traditionele opstelling biedt de zaal plaats aan maximaal 554 toeschouwers, terwijl dit aantal daalt tot 503 wanneer de orkestbak in gebruik is. Een halve arena-indeling biedt plaats aan 444 toeschouwers, terwijl een volledige arena-indeling capaciteit biedt voor 361 toeschouwers. Schuine houten panelen, die zowel aan het plafond als aan de wanden van de zitplaatsen zijn aangebracht, zorgen voor een continue akoestiek in de zaal. De stoelen uit de oorspronkelijke bioscoop werden behouden en vernieuwd met rode stoffen bekleding, waardoor een uniforme kleur- en materiaalaanpassing werd bereikt.

### Akoestiek
Uit technische analyses bleek dat de akoestiek in de zaal voldoende was voor theatervoorstellingen en musicals. De 20 mm dikke, vlakke houten panelen aan de muren en de schuine platen aan het plafond zijn ontworpen om geluid te verspreiden of te absorberen. Alle 708 oppervlakte-elementen die in de zaal zijn gebruikt, zijn gemaakt van 12 verschillende materialen die de akoestiek ondersteunen. De zaal, met een volume van 6m³ per toeschouwer, heeft een nagalmtijd van 1,3 seconden (500-1000 hertz) bij een volle bezetting.

### Foyer
Op de voor- en achterzijde van de muur die de kassa van de foyer op de begane grond van de Akünschouwburg scheidt, bevinden zich modulaire keramiekpanelen ontworpen door de Turkse keramiekkunstenaar Atilla Galatalı. In de panelen, samengesteld in een open compositie, zijn voornamelijk gedempte kleuren gebruikt en vormen verschillende geometrische stukken samen een groot reliëf. De achtergrond is bedekt met getextureerde tegels van gelijke grootte, terwijl de materialen op de achtergrond zijn bedekt met mat ivoorkleurig glazuur. De modules die het paneel vormen, zijn bedekt met glanzend wit, blauw, turkoois en goudkleurig glazuur.